# Curtis Bannister (actor)
Curtis Bannister (Pittsburgh, Pensilvania, 23 de mayo de 1985) es un actor de teatro, cine y televisión, así como cantante de ópera, bailarín, artista y modelo estadounidense.  

## Biografía
Nació en la ciudad de Pittsburgh, Pensilvania, pero debido al trabajo de su padre, la familia viajaba constantemente, viviendo también en Baltimore y Columbia en Maryland, y finalmente asentándose en Green Bay, Wisconsin, dónde creció definitivamente. Durante su infancia solía tararear y cantar canciones todo el tiempo, especialmente las del coro de la iglesia y de la radio, uniéndose más tarde al 'Green Bay Boy Choir', cantando por todo el país en concursos de coro. Curtis se graduó del Peabody Institute de la Johns Hopkins University en Baltimore.

## Carrera
Interpretó a  Coalhouse Walker Jr en Ragtime, como Carlos en Undying Wallace, y su debut operístico en Nueva York como Florestan en Fidelito con Heartbeat Opera y el Museo Metropolitano de Arte.
La producción de Fidelio también recorrió la costa oeste con actuaciones en The Broad Stage en California, Scottsdale Performing Arts Center en Arizona, y el Mondavi Center en Davis, California.
En 2022 Bannister protagoniza el papel de Juba Freeman en el estreno mundial de Quamino's Map con la compañía Chicago Opera Theater tras sus actuaciones con la compañía como Baglioni en La hija de Rappaccini de Catan. En 2021, Bannister se convirtió en el nuevo rostro del rebranding de la marca Pearl Milling Company (anteriormente conocida como Aunt Jemima). Bannister se unió a la serie de Apple TV+, Dickinson, como Marqués. Debuta en el Chicago Opera Theater en La Transformación de Jane Doe, y actúa en el álbum visual, Breathing Free, producido por Heartbeat Opera.
Curtis actuó con Heather Headley, para el Goodman Theater, y debutó en el Tribeca Film Festival en el largometraje The Conductor. Debutó con La Orquesta de Filadelfia, como Ragotski, en Candide, dirigida por Yannick Nezet-Seguin y con Bradley Cooper y Carey Mulligan. Debuta en el Festival de Ravinia con la Orquesta Sinfónica de Chicago en Mass de Bernstein, y volvió al papel de Sid Sorokin en The Pajama Game. Interpretó a Teseo en The Gospel at Colonus con Skylight Music Theatre.
Fue coprotagonista de la serie Chicago Fire como Reimers de NBC, debuta con la Orquesta Sinfónica de Baltimore como Ragotski/Cacambo en Candide y Thomas en Amazing Grace, así como en la serie musical Great Performances con un pequeño papel.
En 2022 se une a la película Black Panther: Wakanda Forever de Marvel Studios en un papel no revelado.